# المناطق الانتخابية في دولة فلسطين
المناطق الانتخابية في دولة فلسطين (عُرفت سابقًا باسم الدوائر الانتخابية للسلطة الوطنية الفلسطينية) تنقسم محافظات السلطة الوطنية الفلسطينية البالغ عددها ستة عشر محافظة إلى ستة عشر منطقة انتخابية موزعة على النحو التالي: 11 منطقة انتخابية في الضفة الغربية، و5 في قطاع غزة. تتألف كل منطقة من المناطق الانتخابية من التجمعات السكانية التابعة لها.

## قائمة المناطق
| مناطق الضفة الغربية    | مناطق قطاع غزة  |
| ---------------------- | --------------- |
| منطقة القدس            | منطقة شمال غزة  |
| منطقة جنين             | منطقة شمال غزة  |
| منطقة طوباس            | منطقة غزة       |
| منطقة طولكرم           | منطقة غزة       |
| منطقة نابلس            | منطقة دير البلح |
| منطقة قلقيلية          | منطقة دير البلح |
| منطقة سلفيت            | منطقة خان يونس  |
| منطقة رام الله والبيرة | منطقة خان يونس  |
| منطقة أريحا            | منطقة رفح       |
| منطقة بيت لحم          | منطقة رفح       |
| منطقة الخليل           | منطقة رفح       |